# Stan (serviço de streaming)
Stan (estilizado como Stan.) é um serviço de streaming OTT australiano. Foi lançado em 26 de janeiro de 2015. Stan originalmente foi fundada como StreamCo Media, uma joint venture 50/50 entre Nine Entertainment Co. e Fairfax Media. Em agosto de 2014, cada empresa investiu A$ 50 milhões na StreamCo. A StreamCo foi renomeada para Stan Entertainment em dezembro de 2014, antes do lançamento do serviço de streaming em janeiro de 2015. A Nine Entertainment acabaria adquirindo a Fairfax Media em 2018, tornando Stan uma subsidiária integral da Nine Digital.
O serviço oferece uma ampla variedade de conteúdo de cinema e televisão de produções locais e estrangeiras, principalmente dos Estados Unidos e do Reino Unido. Stan também inclui uma biblioteca crescente de seu próprio conteúdo original de filmes e televisão. Com mais de 2,3 milhões de assinantes, Stan é o terceiro maior serviço de streaming da Austrália, atrás apenas do Disney+ e Netflix.
A comédia original do Stan, No Activity, tornou-se o primeiro programa SVOD já indicado para um Logie Award na cerimônia de 2016.